# Alosa volgensis
Alosa volgensis és una espècie de peix de la família dels clupeids i de l'ordre dels clupeïformes.

## Morfologia
- Els mascles poden assolir 35 cm de llargària total.[2][3]

## Reproducció
Els ous són pelàgics.

## Alimentació
Menja una àmplia gamma de zooplàncton (com ara, crustacis) i peixets.

## Distribució geogràfica
Es troba a Europa: Rússia.

## Estat de conservació
Històricament, la sobrepesca (la seua pesca va ésser prohibida abans del 1962) i la construcció de preses a finals de la dècada del 1950 i principis de la dècada del 1960 (la qual cosa destruïa les seues zones de fressa i bloquejava les seues rutes migratòries) van fer disminuir les seves poblacions. Actualment, la canalització de les desembocadures dels rius torna a destorbar els seus hàbits migratoris i, conseqüentment, ocasiona la pèrdua de més llocs de fresa.